# LIFE (AAAの曲)
「LIFE」（ライフ）は、AAAの55枚目のシングル。2017年10月18日にavex traxから発売された。

## 概要
- 前作「No Way Back」から約3か月ぶりの発売となる。
- ジャケットA、B、ファンクラブ限定盤の3形態で発売。全形態にスマプラが付く。また、初回発売分はスリーブ仕様となっている。
- 表題曲はメンバーの宇野実彩子が第4話に出演する2017年10月期のフジテレビ系月9ドラマ『民衆の敵〜世の中、おかしくないですか!?〜』の主題歌に起用されている。AAAの楽曲がフジテレビ系連続ドラマの主題歌に起用されるのは初めてのことである[2]。
- 表題曲はCDの発売に先立ち、2017年9月20日から各配信サイトで配信が開始されている[3]。
- ファンと戯れてるカットは『AAA DOME TOUR 2017 -WAY OF GLORY-』東京ドーム公演初日の前日（9月12日）に撮影され、一部同ツアーのリハーサル映像も使用されている。
- ミュージック・ビデオはメンバーがバーベキュー・ピット、ポップな内装の室内、オープンカーなどで歌い踊るシーンを中心に構成されている[4]。
- シングルの表題曲としては「虹」（2012年/34作目）以来となる日高光啓のラップパートが存在しない楽曲である。また、シングル表題曲でラップパートそのものが存在しないのは「BEYOND〜カラダノカナタ」（2008年/18作目）以来である。なお、本楽曲で日高には他のメンバー同様歌のパートがある。
- 第59回日本レコード大賞「優秀作品賞」受賞曲である。

## 収録内容

### ジャケットA
CD
1. LIFE [5:19]
  - （作詞：小松レナ、森月キャス、leonn / 作曲：岩田秀聡、永野大輔 / 編曲：大西克巳、ats-）
  - フジテレビ系月9ドラマ『民衆の敵〜世の中、おかしくないですか!?〜』主題歌

2. MAGIC (AAA ARENA TOUR 2017 -WAY OF GLORY- at さいたまスーパーアリーナ 7.9) [4:11]
3. Eighth Wonder (a-nation 2017 at 味の素スタジアム 8.26) [4:37]
4. LIFE (Instrumental)[5:16]

DVD
1. LIFE (Music Clip)
2. LIFE (Music Clip Making)

### ジャケットB
CD
1. LIFE
2. MAGIC (AAA ARENA TOUR 2017 -WAY OF GLORY- at さいたまスーパーアリーナ 7.9)
3. Eighth Wonder (a-nation 2017 at 味の素スタジアム 8.26)
4. LIFE (Instrumental)

### ジャケットC（ファンクラブ限定盤）
CD
1. LIFE
2. MAGIC (AAA ARENA TOUR 2017 -WAY OF GLORY- at さいたまスーパーアリーナ 7.9)
3. Eighth Wonder (a-nation 2017 at 味の素スタジアム 8.26)
4. LIFE (Instrumental)

GOODS
1. AAAオリジナルルームシューズ